# Paus Pius V
Pius V (Bosco Marengo, 17 januari 1504 – Rome, 1 mei 1572), geboren als Antonio Ghislieri, was paus van de Katholieke Kerk van 1566 tot aan zijn dood in 1572 en is een rooms-katholiek heilige. Hij is vooral bekend omwille van zijn rol gedurende het Concilie van Trente, de contrareformatie en de standaardisatie van de liturgie. Pius V voegde Thomas van Aquino toe aan de lijst van kerkleraren en was de patroon van de prominente componist van kerkmuziek, Giovanni Pierluigi da Palestrina.
Als kardinaal Ghislieri maakte hij faam door orthodoxie voor het belang van anderen en zichzelf te plaatsen, en het vervolgen van acht Franse bisschoppen wegens ketterij. Hij was ook een fel tegenstander van nepotisme: hij berispte persoonlijk zijn voorganger, paus Pius IV, toen die een dertienjarig lid van zijn familie kardinaal wilde creëren en een neef wilde sponsoren met geld uit de pauselijke schatkist.
Als paus had hij ook een grote politieke invloed. Zo excommuniceerde hij Elizabeth I van Engeland wegens het zich afscheuren van de Kerk (anglicanisme) en het vervolgen van katholieken gedurende haar regeerperiode. Hij zorgde ook voor de totstandkoming van de Heilige Liga, een verbond van katholiekgezinde staten, die, alhoewel zwaar in de minderheid, een overwinning behaalden op de Ottomanen bij de slag bij Lepanto op 7 oktober 1571 en zo een Ottomaanse invasie van Europa vermeden. Pius V schreef deze overwinning toe aan de hulp van de Heilige Maagd Maria, verkregen door het bidden van de rozenkrans, en stelde het feest van de Heilige Maagd Maria van de Rozenkrans in. Het feest vindt plaats op 7 oktober, ter nagedachtenis van de overwinning.

## Opkomst

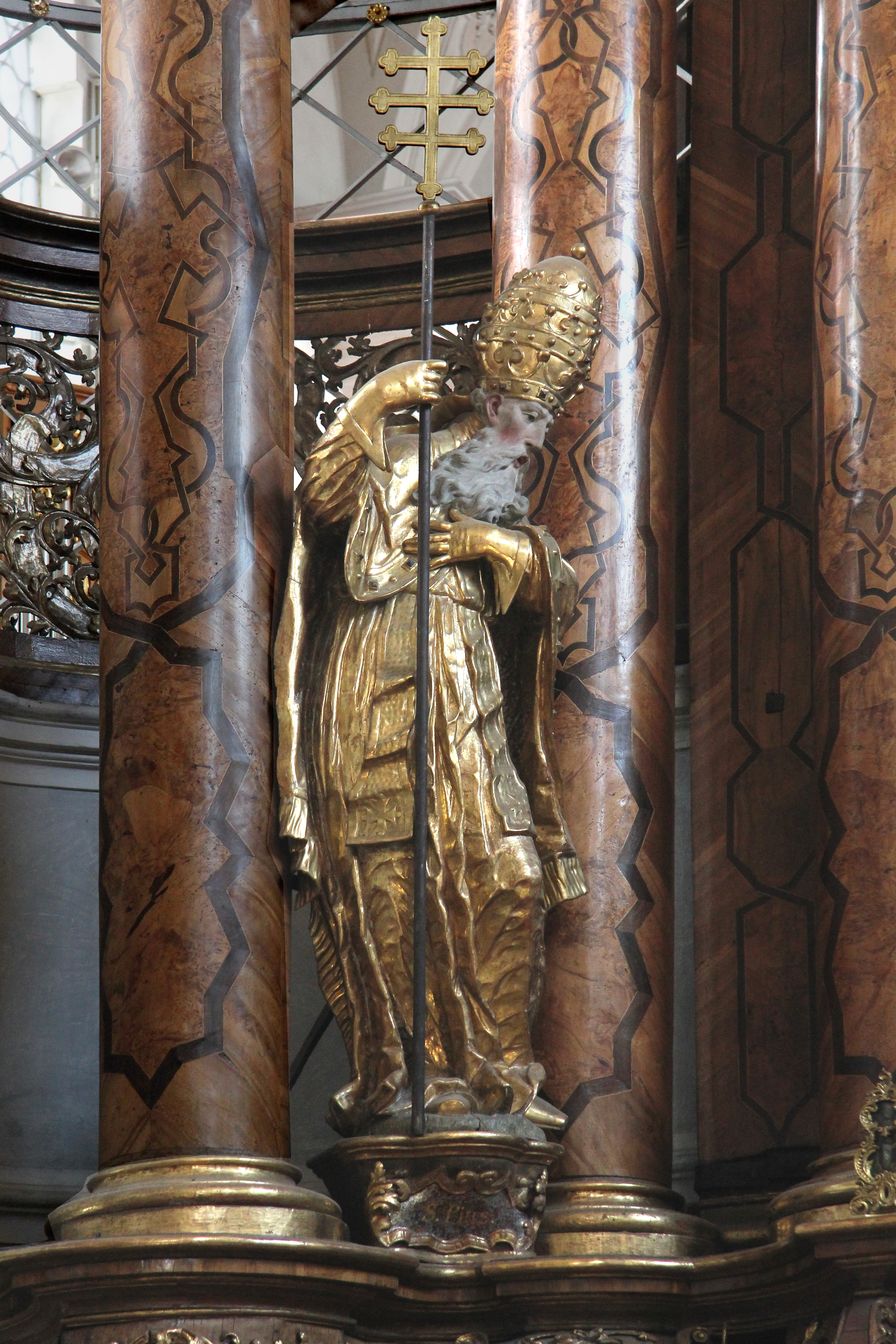
Standbeeld Pius V in de kloosterkerk van Bad Wörishofen

Antonio Ghislieri werd geboren in 1504 te Bosco, nabij Alessandria, in het hertogdom Milaan, als zoon van arme ouders afkomstig uit Bologna, Paolo Ghislieri en Domenica Augeria. Hij hoedde schapen tot hij op veertienjarige leeftijd intrad in de Ordo Praedicatorum, beter bekend als de dominicanen, en nam de kloosternaam Michele aan. Hij ging van het klooster van Voghera naar dat van Vigevano en vervolgens naar het dominicanerklooster van Bologna, alwaar hij studeerde. Hij werd tot priester gewijd in Genua in 1528 en werd door zijn orde naar Pavia gestuurd. Aldaar gaf hij zestien jaar les in de theologie. In Parma schreef hij dertig voorstellen ter ondersteuning van de Heilige Stoel en tegen de ketterij, die allen werden goedgekeurd.
Als prior van meer dan een dominicanerpriorij gedurende een periode van een groot verval van morele normen en waarden, stond hij op discipline en werd, naar zijn eigen wens, benoemd tot inquisiteur in Como en Bergamo. Omdat zijn hervormingsijver op veel weerstand stuitte, werd hij gedwongen om naar Rome terug te keren in 1550 waar hij deelnam aan diverse inquisitoriale opdrachten van de Congregatio Romanae et Universalis Inquisitionis. Paus Paulus IV, die reeds als kardinaal Caraffa toonde dat hij een voorkeur had voor Michele Ghislieri, installeerde hem in leiding van de Inquisitie in 1551 als commissaris-generaal en benoemde hem tot bisschop van Sutri en Nepi op 4 september 1556. Tien dagen later werd hij tot bisschop gewijd in de Sixtijnse kapel door kardinaal Giovanni Michele Saraceno met Giovanni Beraldo, bisschop van Telese, en Nicola Majorano, bisschop van Molfetta, als co-consecratoren. In datzelfde jaar werd hij ook benoemd tot inquisiteur in Milaan en in Lombardije.
In 1557 creëerde paus Paulus IV hem tot kardinaal-priester op het consistorie van 15 maart 1557 en stond sindsdien bekend als kardinaal Alessandrino. Op 24 maart ontving hij de rode galero en zijn titelkerk, S. Maria sopra Minerva. Op 14 december 1558 werd hij benoemd tot grootinquisiteur van Lombardije. Hij nam, na de dood van paus Paulus IV, deel aan het conclaaf van 1559, dat paus Pius IV verkoos. Onder het pontificaat van deze paus werd hij bisschop van Mondovì in Piëmont, maar zijn tegenstand tegenover deze paus zorgde ervoor dat hij ontslagen werd uit de dienst van het pauselijk paleis en dat zijn verdiende macht als inquisiteur grondig beperkt werd.

## Pontificaat

### Verkiezing
Voordat hij bezit kon nemen van zijn bisschopszetel in Mondovì stierf paus Pius IV. Op 7 januari 1566 werd kardinaal Ghislieri verkozen tot paus en nam de pausnaam Pius aan. Tien dagen later werd hij gekroond, op zijn tweeënzestigste verjaardag.

### Beleid
Bewust van de noodzaak om de discipline en moraal in Rome te herstellen om een succesvol pontificaat te verzekeren, ging hij meteen te werk door de kosten van het pauselijk hof te verminderen in de lijn van de dominicanen, de orde waartoe hij behoorde. Zo dwong hij de geestelijken in zijn hofhouding een vaste residentie te nemen, reguleerde de belastingen, verbande prostituees en gaf meer belang aan de plechtigheden in het algemeen en de liturgie van de Heilige Mis in het bijzonder. In ruimer perspectief werd zijn beleid gekenmerkt door efficiënte striktheid, het onderhouden en verbeteren van de doeltreffendheid van de Inquisitie en het bekrachtigen van de canoniën en decreten van het Concilie van Trente en de geldigheid ervan over alle eerdere teksten.
In de lijst van de belangrijkere pauselijke bullen die door hem werden uitgevaardigd, neemt de bul In Coena Domini (1568), een bewerking van gelijknamige eerdere bullen, een prominente plaats in. Andere zaken die licht werpen op het karakter en het beleid van paus Pius V zijn zijn verbod op winst (februari 1567 en januari 1570); de veroordeling van Michel de Bay, een ketterse Leuvense professor (1567); de herziening van een liturgisch boek, het brevier (juli 1568); de afwijzing van de "dirum nefas" (augustus 1568); de verbanning van de Joden uit de Kerkelijke Staten, behalve Rome en Ancona (1569); de verplichting tot het gebruik van het hervormde missaal (juli 1570); de bevestiging van de voorrechten van de Sociëteit van de Kruisvaarders voor de Inquisitie (oktober 1570); de dogmatische zekerheid van de Onbevlekte Ontvangenis van de Heilige Maagd (november 1570); de onderdrukking van de broeders humiliaten wegens buitensporige uitgaven (februari 1571); bekrachtiging van het nieuwe officie van de Heilige Maagd (maart 1571); het handhaven van de dagelijkse recitatie van de Getijden (september 1571); en het kopen van steun tegen de Ottomanen door het aanbieden van algemene gratie (vergeving van de zonden) (maart 1572).
Op zich was Pius V geen hervormer, maar eerder iemand die eenheid in de Kerk wilde. Met behulp van regelgeving zorgde hij ervoor dat de orde van de koorgebeden geregeld werd en de rituelen van de Heilige Mis werden vastgelegd. Dus geen herziening, maar eerder een bevestiging. Zijn doel was een universele Kerk creëren waarbij de Mis overal hetzelfde en gelijk is.

#### Liturgie
Na zijn verkiezing tot paus heeft Pius V zich volledig ingezet voor de realisering van de bepalingen van het Concilie van Trente (1545 - 1563). Hij verpersoonlijkt de katholieke contrareformatie. Meteen in 1566 liet hij de Catechismus Romanus verschijnen. In 1568 verscheen het herziene Romeins brevier en in 1570 een herzien missaal, dat vanaf 1570 tot 1969, het jaar van de invoering van een Nieuwe Liturgie (Novus Ordo Missae) door Paus Paulus VI (1963-1978), de enige ordo was die wereldwijd door katholieke priesters op alle continenten gebruikt werd. Het gebruik van deze Liturgie van Pius V, de zogenaamde 'Tridentijnse H. Mis', werd echter nooit afgeschaft en dit wordt door het motu proprio dat op 14 september 2007 van kracht werd bevestigd.
In 1569 benoemde Pius V een commissie ter herziening van de tekst van de Vulgata, de officiële Latijnse Bijbelvertaling.

##### Pauselijke gewaden
Pius V voerde de gewoonte in dat pausen een wit gewaad dragen, oorspronkelijk het witte dominicaanse habijt, echter zonder de bijbehorende zwarte mantel.

### Contrareformatie
Pius V verpersoonlijkt de katholieke contrareformatie. De reformatie viel het pauselijke primaatschap aan en hij wenste dan ook te voorkomen dat deze stroming zich uitbreidde. In Frankrijk, waar zijn invloed groot was, nam hij verschillende maatregelen tegen de protestante hugenoten. Het regelde de uitzetting uit het bisschopsambt van kardinaal Odet de Coligny en zeven andere Franse bisschoppen die zich tot het protestantisme hadden bekeerd. Ook verklaarde hij het koninklijke edict dat de protestantse erediensten tolereerde in Frankrijk ongeldig, introduceerde hij de Roomse catechismus, herstelde het pauselijke gezag en verzette zich tegen elke overeenkomst met adellijke hugenoten.

#### Elizabeth I van Engeland
Als antwoord op het aannemen van koningin Elizabeth I van Engeland van het leiderschap van de Anglicaanse Kerk steunde hij Maria I van Schotland, Elizabeths nicht, bij haar aanspraken op de Engelse troon. Een belangrijke beslissing in de geschiedenis van het Engeland onder de heerschappij van Elizabeth I was de publicatie van een pauselijke bul, Regnans in Excelsis,op 27 april 1571. In deze bul werd verordend dat Elizabeth een ketter was en ontsloeg het al haar onderdanen van plichten tegenover haar. Elizabeth reageerde hier door katholieken zeer hevig te vervolgen in haar koninkrijk.

### Heilige Liga
Hij stond aan de wieg van de Heilige Liga, een (militair) verbond tussen Spanje en Venetië met als doel een front te vormen tegen de Ottomanen. Door deze Liga werd een Ottomaanse invasie gestuit bij de beslissende slag bij Lepanto op 7 oktober 1571 door een vloot verenigd onder don Juan van Oostenrijk. Hij zou het einde van de veldslag geweten hebben ook al was hij in Rome op dat moment.
Er werden onder zijn pontificaat drie nationale synoden gehouden: een te Napels onder kardinaal Alfonso Caraffa, wiens familie, op aanvraag, in ere hersteld was door paus Pius V; een in Milaan onder kardinaal Carolus Borromeüs, die later heilig werd verklaard; en een in Machim.

## Overlijden en heiligverklaring
Pius V overleed op 1 mei 1572. In 1672 werd hij zalig verklaard door Clemens X en in 1712 volgde zijn heiligverklaring door Clemens XI. Zijn feestdag is 30 april.
Cursief: tegenpaus